# Il grande safari
Il grande safari (Rampage) è un film d'avventura del 1963, diretto da Phil Karlson e interpretato da Robert Mitchum e Elsa Martinelli.

## Trama
Harry Stanton, un procacciatore di animali esotici, è inviato dal direttore del Wilhelm Zoo, in Malesia per la cattura di due tigri e dell'”incantatrice”, uno strano mammifero a metà tra una tigre e un leopardo. Nel suo viaggio è affiancato da Otto Abbot, esperto cacciatore, e dalla sua compagna Anna, con la quale ha uno “strano” rapporto sentimentale. Durante la permanenza nella jungla, tra i due uomini sorgono dei contrasti a causa della affascinante Anna.

Dopo una movimentata ricerca, la belva viene catturata e portata in Germania, assieme alle due tigri. Accecato dalla gelosia, Abbot fa uscire dalla gabbia l'“incantatrice”, sperando così di uccidere il rivale Stanton. In realtà la belva fugge nella città e si rifugia in un palazzo. Stanton dovrà cercare di catturare di nuovo l'”incantatrice”, questa volta non nella jungla ma sui tetti della città. La belva però, dopo avere azzannato Abbot, viene uccisa da un colpo sparato da Anna.

## Produzione
Le riprese esterne del film sono state girate alle Hawaii nell'ottobre del 1962.
La misteriosa belva “Incantatrice” in realtà è un giaguaro.
La giovane attrice Sylva Koscina, fa una breve apparizione come hostess dell'aereo Pan American.